# Marc-René de Voyer de Paulmy d'Argenson (1771-1842)
Marc-René de Voyer de Paulmy d'Argenson (Parigi, 1771 – 1842) è stato un politico francese.
Deputato dai Cento giorni alla restaurazione, fu dal 1830 seguace del cospiratore italiano Filippo Buonarroti. Pubblicò nel 1833 Boutade d'un riche à sentiments populaires.